# Alan Lowenthal
Pour les articles homonymes, voir Lowenthal.
Alan S. Lowenthal, né le 8 mars 1941 à Manhattan, est un homme politique américain, élu démocrate de Californie à la Chambre des représentants des États-Unis de 2013 à 2023.

## Biographie
Alan Lowenthal est originaire de New York. Après des études au Hobart College (en) et à l'université d'État de l'Ohio, il devient psychologue et enseignant.
En 1992, il entre au conseil municipal de Long Beach. Il est élu à l'Assemblée de l'État de Californie en 1998 pour le 54e district puis au Sénat en 2004, pour le 27e district.
En 2012, il se présente à la Chambre des représentants des États-Unis dans le 47e district de Californie, qui s'étend de Long Beach à Little Saigon. Il arrive en tête de la primaire non-partisane avec environ 34 % des voix devant le conseiller municipal de Long Beach Gary DeLong (29 %). Bien que la circonscription compte davantage de démocrates que de républicains, les différents candidats républicains rassemblent près de la moitié des suffrages lors de la primaire. Lowenthal est toutefois facilement élu avec 56,6 % des suffrages.
Il est réélu avec 56 % des voix en 2014 face au républicain Andy Whallon, qu'il bat plus largement en 2016 avec 63,7 % des suffrages. Il remporte aisément un quatrième mandat en 2018, battant le républicain John Briscoe avec 69 % des voix.
En décembre 2021, il annonce qu'il ne sera pas candidat à un sixième mandat au Congrès lors des élections de 2022.